# جغد خالدار
جغد خالدار (نام علمی: Strix occidentalis) یک گونه از خانواده جغدان راستین است. این گونه ساکن جنگل‌های قدیمی در غرب آمریکای شمالی است که در حفره‌های درختان، لانه‌های پیشین پرندگان شکاری یا شکاف‌های سنگ لانه می‌سازد. لانه‌ها می‌توانند بین ۱۲ تا ۶۰ متر (۳۹ و ۱۹۷ فوت) ارتفاع داشته باشند و معمولاً دارای دو تخم هستند (اگرچه برخی از آنها به ۴ تخم می‌رسد). جغدی شب‌گرد است که از پستانداران کوچک و پرندگان تغذیه می‌کند. سه زیرگونه شناخته شده‌است که از بریتیش کلمبیا تا مکزیک پراکندگی دارند. جغد خالدار در سراسر محدوده خود تحت فشار تخریب زیستگاه است و در حال حاضر به عنوان گونه‌های نزدیک تهدید طبقه‌بندی می‌شود.

## ویژگی‌ها
جغد خالدار دارای طول متوسط سانتیمتر (۱۷ اینچ)، طول بال‌های سانتیمتر (۴۵ اینچ) و وزن گرم (۱٫۳ پوند) است. تخم‌های آن کمی بیشتر از میلی‌متر (۲٫۰ اینچ) طول و سفید و صاف با بافتی کمی خالدار است. جغد خالدار از نظر ظاهری شبیه جغد نواری است، اما در زیرتنه آن علامت‌های ضربدری شکل دارد، در حالی که جغد نواری به‌طور متناوب روی سینه نواردار و روی شکم رگه‌هایی دارد. جغدهای نواری بزرگتر و خاکستری‌تر از جغدهای خالدار هستند. در سال‌های اخیر، زیرگونه جغد خالدار کالیفرنیا و شمالی توسط جغدهای نواری (S. varia) جابه‌جا شده‌اند که تهاجمی‌تر هستند، رژیم غذایی وسیع‌تری دارند و در زیستگاه‌های متنوع‌تری وجود دارند. اگرچه این دو گونه از نظر ژنتیکی کاملاً متمایز هستند، اما ممکن است در مناطقی که جابجایی اتفاق می‌افتد، دورگه شوند و در نتیجه یک جغد دورگه بین گونه‌ای به نام «جغد شکاری» ایجاد شود.

## زیرگونه‌ها
- کائورینا- جغد خالدار شمالی
- لوسیدا- جغد خالدار مکزیکی
- غرب- جغد خالدار کالیفرنیا
- وحشی گیلا، بزرگترین جمعیت زیرگونه مکزیکی را در خود جای داده‌است.

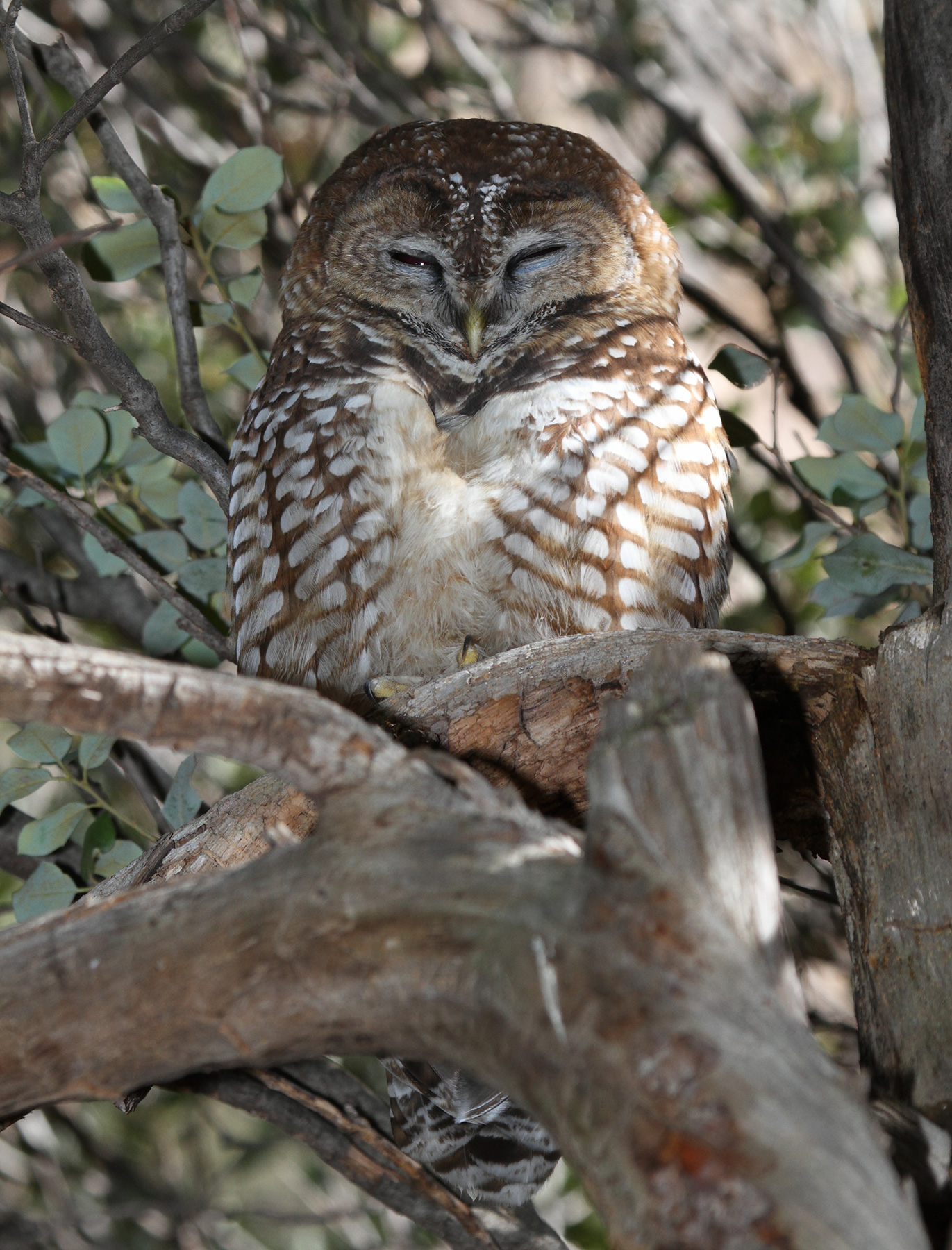
جغد خالدار مکزیکی، فورت هوآچوکا، آریزونا

## پراکندگی
جغد خالدار شمالی محدوده‌ای تقریباً پیوسته از جنوب غربی بریتیش کلمبیا از جنوب تا غرب واشینگتن و اورگن تا شهرستان مارین، کالیفرنیا دارد. محدوده جغد خالدار کالیفرنیا با این محدوده در رشته جنوبی کاسکید همپوشانی دارد و از جنوب از طریق غرب سیرا نوادا تا شهرستان تولار، با جمعیت‌های مجزا در مناطق کوهستانی ساحلی و جنوب کالیفرنیا از شهرستان مونتری تا شمال باخا کالیفرنیا گسترش می‌یابد. جغد خالدار مکزیکی در جمعیت‌های مجزا در رشته کوه‌ها و دره‌های جنوب غربی ایالات متحده (از جمله یوتا، کلرادو، آریزونا، نیومکزیکو، و غرب تگزاس) و همچنین در غرب مکزیک (سونورا، چیهواهوا، نووو لئون و شرق). Coahuila) از طریق سیرا مادره غرب و سیرا مادره شرقی.

## زیستگاه
به نظر می‌رسد درختان بزرگ برای هر سه زیرگونه‌ها زیستگاه ترجیحی لانه‌سازی و جوجه‌آوری را تشکیل می‌دهند، و تاج پوشش بیش از ۴۰٪ (اغلب بیشتر از ۷۰٪) به‌طور کلی مورد توجه است. پوشش درختچه بلند قابل توجهی از ویژگی‌های رایج زیستگاه جغدهای خالدار است. جغدهای خالدار را می‌توان در ارتفاعات -۶۶۰۰ وت (۲۱–۲۰۱۲ متر) برای زیرگونه شمالی، در -۸۵۰۰ وت (۳۰۰–۲۵۹۹ متر) برای زیرگونه کالیفرنیا و نسبتاً بالاتر (۶) یافت. ۰۰۰–۸٫۵۰۰ وت (۱٫۸۰۰–۲٫۶۰۰ متر)) برای جغد خالدار مکزیکی. به نظر می‌رسد که همه زیرگونه‌ها به نزدیکی منابع آب اهمیت می‌دهند.

## گستره خانه و تراکم
گستره خانه جغد خالدار عموماً بزرگ است، اما اندازه آن متغیر است، بسته به زیرگونه، زیستگاه، و در دسترس بودن طعمه، گستره‌های -۱۴/۱۶۹ ریب رنگی (۲٫۶۷–۵۷٫۳۴ لومتر مربع) دارد. گستره خانه در فصل تولید مثل کوچک‌تر از فصل تولید مثل هستند و ماده‌ها گستره خانه بزرگ‌تری نسبت به نرها دارند.
تراکم جفت جغدهای خالدار در زیستگاه مناسب نیز به کیفیت زیستگاه و مکان خاص بستگی دارد، که بین ۰٫۰۲۲ جغد در کیلومتر مربع در جنگل‌های پینیون-خرس کوه‌های ساکرامنتو و ۱٫۰۴۹ جغد در کیلومتر مربع متغیر است.

## آشیانه‌سازی
جغدهای خالدار لانه‌های خود را نمی‌سازند، در عوض از حفره‌های موجود در درختان، چوب‌های مرده و گیره‌ها و مکان‌های لانه رها شده شکارچیان یا سنجاب‌ها استفاده می‌کنند. برخی از مکان‌های لانه به‌طور مکرر مورد استفاده قرار می‌گیرند مکان‌های زادآوری با کیفیت بالا (به‌طور مداوم اشغال شده و تولید مثلی) پس از آتش‌سوزی و قطع درختان نجات پس از آتش‌سوزی اشغال باقی می‌مانند، در حالی که مکان‌های با کیفیت پایین‌تر که به‌طور متناقض اشغال شده و تولید مثل می‌کنند، احتمالاً پس از آتش‌سوزی و نجات رها می‌شوند. جغدهای خالدار اغلب همان نوع پوششی را انتخاب می‌کنند که برای مکان‌های لانه‌سازی برای خروس‌کردن در طول روز انتخاب شده‌است.

## زادآوری
فصل زادآوری جغد خالدار از اوایل بهار تا اواخر تابستان یا پاییز رخ می‌دهد و رفتارهای پیش‌پروری مانند پیش‌پروری و خروسه‌کردن با هم از فوریه یا مارس شروع می‌شود.
جغد جغدهای خالدار تک همسر هستند و به ندرت پس از تلاش‌های ناموفق برای تولید مثل دوباره لانه می‌کنند. این گونه به‌طور معمول هر سال تولید مثل نمی‌کند و میانگین احتمال تولید مثل ۶۲٪ است. جغدهای جوان ممکن است در سن یک سالگی شروع به تولید مثل کنند، اما دو سال یا بیشتر رایج‌تر است. اندازه طبیعی دسته‌تخم، دو تخم است، اما ممکن است در موارد نادر به چهار تخم نیز برسد. ماده روی تخم‌ها می‌نشیند و از بچه‌ها مراقبت می‌کند، در حالی که ماده نر برای آنها غذا می‌دهد. زمان برتخم‌نشینی در حدود یک ماه از غرب اورگن گزارش شده‌است. زمان تبدیل‌شدن تخم به جوجه تا استقلال جوجه‌ها بین سه تا چهار ماه است. زمانی که بچه‌ها مستقل شدند، در اواخر تابستان تا پاییز پراکنده می‌شوند، در محدوده شمالی اغلب قبل از جستجوی مناطق زاد و ولد در بهار در یک محدوده زمستان‌گذران مستقر می‌شوند. محدوده پراکندگی اغلب کمتر از ۳۱ کیلومتر است.